# Ламрани, Салим
Салим Ламрани (фр. Salim Lamrani; род. 1977, Клермон-Ферран) — французский исследователь, эссеист и журналист. Доктор философии, профессор, специалист по межгосударственным отношениям США и Кубы. Преподаёт в университетах Париж Декарт и Марн-ля-Валле. Член Société des Hispanistes Français. Корреспондент Радио Майами и обозреватель Opera Mundi (Бразилия).
Родился в алжирской семье. Выпускник Сорбонны. Входил в жюри Casa de las Américas Prize.
Выступал на конференциях вместе с Ноамом Хомским, Говардом Зинном, Игнасио Рамоне и Кеном Ливингстоном. Является автором петиций, подписи под которыми ставили Нобелевские лауреаты Ригоберта Менчу, Жозе Сарамаго, Надин Гордимер и Адольфо Перес Эскивель.
Автор многих работ. 
Одна из его книг на французском языке вышла с предисловием Нельсона Манделы.
Автор «Фидель Кастро, Куба и Соединенные Штаты" (2007) и The Economic War Against Cuba: A Historical and Legal Perspective on the U.S. Blockade (Нью-Йорк: Monthly Review Press, 2013, pb, 142 pp., ISBN 9781583673409) {Рец. в International Journal of Cuban Studies}. В последней Ламрани отмечает, что экономические санкции, введенные против Кубы Соединенными Штатами, представляют собой вопиющее нарушение международного права.